# Hypolimnas marshallensis
Hypolimnas marshallensis är en fjärilsart som beskrevs av Hirose 1934. Hypolimnas marshallensis ingår i släktet Hypolimnas och familjen praktfjärilar. Inga underarter finns listade i Catalogue of Life.